# プライベート・ベンジャミン
『プライベート・ベンジャミン』（Private Benjamin）は、1980年のアメリカ合衆国のコメディ映画。
アメリカ陸軍を舞台としたコメディ映画である。「プライベート」は「兵卒」（=最下級の兵士）の意味で、「私生活」ではない。

## ストーリー
裕福で恵まれた環境で育った28歳のユダヤ人女性ジュディ・ベンジャミンの夢は「高度な専門職の男性と結婚する」ことだったが、新夫のイェール・グッドマンが新婚初夜に腹上死してしまい、打ちのめされている。精神的に不安定となったジュディは、ラジオの視聴者電話番組で自分の話をし、別の電話をかけてきていた陸軍の新兵募集担当者であるジェームズ・バラード一等軍曹と出会い、軍隊での生活が彼女が求める「家族」を提供してくれると信じてしまった。彼はまた、軍務をスパ休暇に例えて気分転換みたいなものだと言っていたのだが、基礎訓練を行うビロクシ基地に到着したジュディは頭をガツンと殴られた感じとなり、バラード一等軍曹が彼女を騙したことを思い知らされる。彼女は直ちに辞めたいと思ったが、バラードの説明とは反対に辞めることは出来ないと知って驚いた。
陸軍の規則とドリーン・ルイス大尉及び練兵軍曹のL.C. ロスの徹底したダメ出しにジュディの不満は高まる。しかし、彼女を探し回ったうえ、家に連れて帰ろうとビロクシ基地に来た両親が、ジュディの入隊は自分たちを「罰した」ことになると彼女を叱ったことから、ジュディはそのまま残って基礎訓練を終える決心をする。基礎訓練の最後に実施された模擬戦争演習では、ジュディの訓練小隊の女性隊員が敵側の中隊の男性将校（この将校はルイス大尉とも関係していた）との情事を発覚させ、敵側のリーダーを人質に取ることによりジュディたちの勝利に終わった。基礎訓練を終えると、ジュディと仲間たちは休暇を取りニューオーリンズで週末を過ごし、医学会議のためにニューオーリンズ来ていたフランス人医師のアンリ・トレモントと出会う。短いロマンスの後、アンリはパリに戻り、ジュディはエリート空挺部隊である「ソーンバーズ」での訓練を開始する。
ジュディは、部隊の指揮官であるソーンブッシュ大佐が彼女に魅力を感じたため、空挺部隊に選ばれたことにすぐに気づいた。他の訓練生が飛行機からパラシュートで飛び出した後、大佐は彼女を性的に暴行しようとした。ジュディが抵抗して飛行機から飛び出すと、大佐はジュディを出来る限り早くビロクシ基地から異動させようとする。ジュディはグリーンランドやグアムや沖縄での勤務を拒否し、ベルギーにあるNATO本部への配属を勝ち取り、パリに行きアンリと再会する。彼は結婚を申し込み、彼女はそれを受け入れるが、同じくNATO本部勤務となっていたルイス大尉がアンリが共産主義者であることを知り、ジュディは軍隊か恋愛かの選択を迫られる。
彼女がアンリを選んで婚約した後、彼の子供っぽくて支配的な本性が明らかになる。彼はジュディを「作り直そうと」し、何世紀も続く実家を守るための婚前契約書に署名するよう要請する。最後に、アンリがメイドと寝ており、しかも元ガールフレンドのクレアを忘れられていないことが明らかになった時、ジュディは心変わりする。結婚式の日、式の最中に、彼女は自分が重大な間違いを犯しかかっていることに気づいた。ジュディはイディッシュ語の罵り言葉と共にアンリに平手打ちをして、祭壇の前から去る。ジュディーは新たに手に入れた自由に力を貰い、これから起こることにワクワクしながら未知の世界へと向かうのだった。

## スタッフ
- 製作総指揮：ゴールディ・ホーン
- 監督：ハワード・ジーフ
- 製作／脚本：ナンシー・マイヤーズ、チャールズ・シャイアー、ハーヴェイ・ミラー、ゴールディ・ホーン

## キャスト
※（）は日本語吹き替え
- ジュディ・ベンジャミン - ゴールディ・ホーン（藤田淑子）
- アンリ・ドレモント - アーマンド・アサンテ（富山敬）
- ドリーン・ルイス大尉 - アイリーン・ブレナン（関弘子）
- ジム・バラード - ハリー・ディーン・スタントン（青野武）
- テディ・ベンジャミン - サム・ワナメイカー（宮川洋一）
- メアリー・ルー・グラス - メアリー・ケイ・プレイス（高島雅羅）
- イエール・グッドマン - アルバート・ブルックス（屋良有作）
- ソーンブッシュ大佐 - ロバート・ウェッバー（家弓家正）

その他、田中真弓
テレビ放送：テレビ朝日「日曜洋画劇場」　放送日：1985年9月22日

## 関連作品
- 1981年4月より、本作品を元にした同名のテレビドラマがCBSで放送された。ジュディ役をローナ・パターソンが演じ、1983年1月まで3シーズン39話が放映された。アイリーン・ブレナンがTV版でもルイス役で出演し、ゴールデン・グローブ賞とエミー賞を受賞した。